# بکا د کورباسیر
بکا د کورباسیر (به لاتین: Becca de Corbassière) یک کوه در سوئیس است که در کانتون وله واقع شده‌است. بکا د کورباسیر ۲٬۷۴۹ متر بالاتر از سطح دریا واقع شده‌است.